# Simão Dias
Simão Dias es un municipio brasileño del estado de Sergipe, ubicado en la Región Nordeste de Brasil. Se sitúa en el Agreste y agreste sergipano y su población estimada en 2018 era de 40 486 habitantes.

## Economía
La región tiene como principales fuentes de ingresos la agricultura (mandioca, maíz, frijol, naranja y maracuyá), la ganadería (bovinos, ovinos, (por ejemplo, en el caso de las aves de corral), la avicultura (galináceos, estrutiocultura y la minería (labranza de rocas carbonáticas, para transformación en cal y brita) por la fabrica Cal Trevo Industrial LTDA ubicada en el Pueblo apretado de Piedras en la región nordeste del municipio. El sector industrial está en expansión con la creación del Distrito Industrial (aún en obras) con cuatro emprendimientos ya confirmados en el complejo: dos del sector de muebles, uno ligado a la renovación de neumáticos y otro orientado a la manipulación de metales; además de la ampliación de la fábrica de calzado existente, Dakota. También dispone de 5 agencias bancarias, de los siguientes bancos: Banco de Brasil, Caixa Econômica Federal Banco do Nordeste, Banese, Bradesco. 

## Geografía
La región se localiza en el Polígono de las Secas, con una temperatura media anual de 24.1 grados Celsius, pero en invierno la temperatura puede variar entre 9 y 18 grados Celsius. Un hecho interesante es que Simão Dias es la ciudad más fría de Sergipe. La precipitación de lluvias promedio al año es de 880 milímetros, más predominante de marzo a agosto (otoño-invierno). El relieve municipal está representado por pediplanos con ocasionales formas tabulares y crestas, la ciudad posee muchas cuevas y cuevas. La vegetación del municipio comprende capoeira, caatinga, campo limpio y campos sucios y vestigios de Mata. El municipio está inserto en las cuencas hidrográficas del río Vaza-Barris y del río Piauí, con ríos principales además del río Vaza-Barris, los ríos Jacaré y Caiçá. 
- Datos: Q1848973
- Multimedia: Simão Dias / Q1848973